# Rewolwer Colt Single Action Army
Colt Single Action Army (również Single Action Army, SAA, Model P, Peacemaker, Colt .45, M1873) – amerykański rewolwer ze spustem pojedynczego działania (ang. single-action), zaprojektowany w 1872 r. na bazie modelu Navy wz. 1851 przez Colt’s Patent Firearms Manufacturing Company i używany jako broń standardowa armii amerykańskiej w latach 1873–1892.
Colt SAA projektowany był w wielu wariantach dotyczących kalibrów naboi (produkowano go do 30 różnych kalibrów) oraz o różnych długościach lufy. Rewolwer cieszył się olbrzymią popularnością u ranczerów, szeryfów, a także rewolwerowców, wyjętych spod prawa w drugiej połowie XIX wieku. Obecnie Colt SAA znajduje nabywców wśród kolekcjonerów broni palnej i członków grup rekonstrukcyjnych. Jest również ważną częścią Americany, jako „broń, która podbiła Dziki Zachód”, był bowiem jednym z najpopularniejszych rewolwerów używanych na tym obszarze.

## Pierwsza generacja (1873–1941)
W pierwszej generacji Colt SAA produkowany był z lufami o długości 4,75 cala lub 5,5 cala (model Artillery) oraz jako „model kawaleryjski” (Cavalry) z lufą o długości 7,5 cala. Wersje z krótką lufą (4,75 cala) określane były potocznie „cywilnymi” bądź „pojedynkowymi”. Wytwarzano również wariant posiadający lufę o długości 4 cali, nazywany także „modelem szeryfa” (Sheriff's Model), „specjałem bankiera” (Banker special) lub „strażnikiem sklepów” (Storekeeper). Ponadto, w II połowie XIX wieku, w zachodniej części Stanów Zjednoczonych często nosił miana takie jak: „wyrównywacz”, „wieprzowa nóżka”, „zadymiarz” czy „błękitna błyskawica”.
W latach 1888–1896 produkowany był kolejny wariant Colta SAA o nazwie Flattop Target Model, który posiadał nieco „spłaszczoną” górną obudowę. Produkcję pierwszej generacji modelu M1873 przerwała II wojna światowa – fabryki Colta przerzuciły się wtedy na produkcję uzbrojenia dla wojsk amerykańskich, a rewolwer SAA na kilkanaście lat zszedł z taśmy produkcyjnej. Od 1873 do 1941 r. wyprodukowano około 360 000 sztuk tej broni.
Historia I generacji Colta SAA
- 1873: Premiera Colta SAA na naboje kalibru .45.
- 1875: modele na kaliber .44 i .22
- 1877: modele na kaliber 44-40 WCF (Frontier Six Shooter)
- 1885: modele na kaliber .41
- 1886: modele na kaliber .38 Colt i 38-40 WCF (Bisley)
- 1887: modele na kaliber 32-20 WCF
- 1912: produkcja modelów na kaliber .44 special
- 1941: zakończenie produkcji I generacji

## Druga generacja (1956–1974)
Produkcja II generacji Peacemakerów rozpoczęła się w 1956 r. Już roku później fabryki Colta postanowiły wypuścić legendarną wersję SAA o nazwie Buntline Special, będącą słynną bronią Wyatta Earpa w pojedynku w O.K. Corral (Buntline'y znane są z wydłużonej lufy o długości 12 cali – 30 cm). W latach 1961–1974 fabryki Colta dostarczyły na rynek nowy model SAA nazwany The New Frontier (Colt New Frontier), nawiązując do hasła z kampanii prezydenckiej Johna F. Kennedy’ego. Colty The New Frontier zostały wyprodukowane w liczbie 4200 (w tym również 70 sztuk Buntline Special). W latach 1957–1985 wytwarzano kolejny model o nazwie Frontier Scout na naboje .22 Long i karabinowe .22 Magnum. W 1974 r. Colt przerwał produkcję II generacji Peacemakerów, by powrócić do niej 2 lata później jako sprzedaż nowej, trzeciej generacji tych rewolwerów.

## Trzecia generacja (1976–obecnie)
Produkcję III generacji Coltów rozpoczęto w II połowie lat 70. XX wieku. Trwa nadal, a w połowie lat 90. Colty SAA zostały jeszcze bardziej spopularyzowane dzięki festiwalom Cowboy Action Shooting, które stanowią rekonstrukcję kultury Dzikiego Zachodu. W latach 1999–2002 wyprodukowano nowe warianty Colta SAA o nazwie Colt Cowboy, które oferowały lufy o długości 4.75, 5.5 oraz 7.5 cala. Wariant 7.5 cala został jednak szybko odrzucony jeszcze w 1999 r. W 2003 r. zaprzestano wytwarzania modelu Colt Cowboy (w latach 1999–2002 wyprodukowano ok. 14 000 sztuk tego wariantu.

## Użycie wojskowe
Colt SAA Cavalry Model odegrał dużą rolę w wojnach z Indianami w XIX wieku. Wraz z karabinem Springfield wz. 1873 stanowił podstawowe uzbrojenie amerykańskiej kawalerii. Każdy żołnierz i oficer 7 pułku kawalerii Stanów Zjednoczonych pod dowództwem gen. George’a Armstronga Custera nosił Colta SAA podczas bitwy pod Little Big Horn przeciwko Siuksom i Szejenom w 1876 roku.
W 1898 r. SAA były używane w wojnie hiszpańsko-amerykańskiej i w wojnie filipińsko-amerykańskiej. W powszechnym użyciu był również w okresie rewolucji meksykańskiej. Podczas II wojny światowej modelem SAA posługiwał się także gen. George Patton.

## W kulturze popularnej
Colt Single Action Army był i jest bardzo popularnym elementem kina. Pojawiał się przede wszystkim w westernach, gdzie stanowił powszechną broń osobistą rewolwerowców, szeryfów i kowbojów. W westernach repliki Colta M1873 produkcji włoskiej firmy Uberti używali  m.in. John Wayne (Rio Bravo, Rio Grande, Chisum), Gary Cooper w westernie W samo południe czy Clint Eastwood (Muły siostry Sary, Za garść dolarów, Za kilka dolarów więcej, Powiesić go wysoko).

## Ocena broni
Model SAA uważany jest przez wielu za spuściznę po Samuelu Colcie jako jedna z najbardziej znanych broni na świecie, ale także  jako najsilniej kojarząca się z Dzikim Zachodem. Wśród mieszkańców tych terenów cieszył się popularnością przede wszystkim za dobre wyważenie i celność. Według amerykańskich historyków broni „Peacemaker (zgodnie z przydomkiem) pomógł zaprowadzić porządek szeryfom i żołnierzom na Dzikim Zachodzie, będąc symbolem prawa”. Wielu znanych rewolwerowców używało go w pojedynkach, np. Wyatt Earp podczas słynnej strzelaniny w O.K. Corral (według legendy Earp używał wtedy zmodyfikowanego Peacemakera o nazwie Buntline Special). Oprócz Earpa, Modelu P używali bracia Daltonowie, banda Jesse’ego Jamesa, Pat Garrett oraz Bat Masterson, który sam był wielkim entuzjastą tego rewolweru.

## Galeria

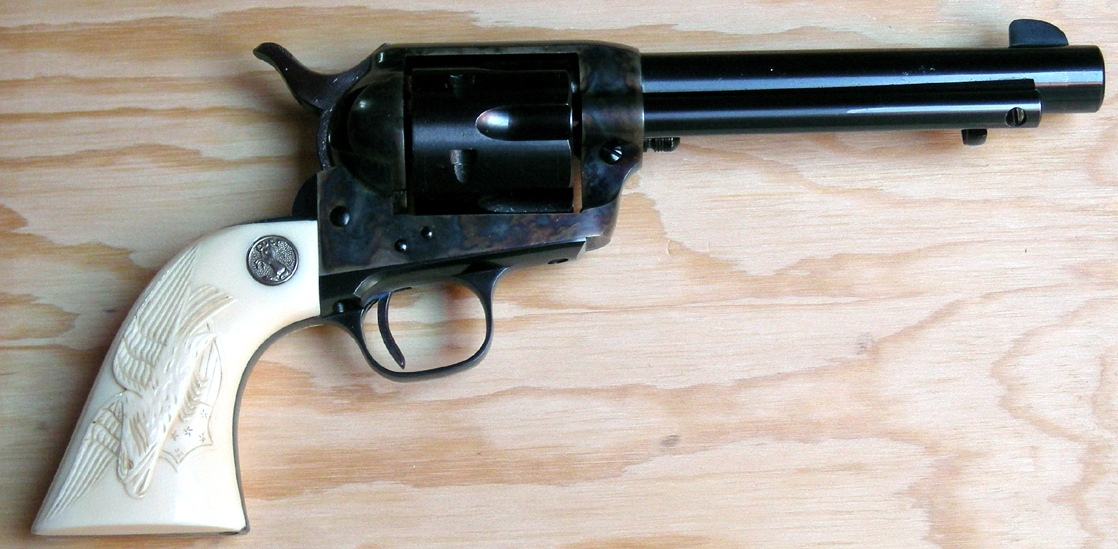
I generacja SAA – rękojeść z kości słoniowej.
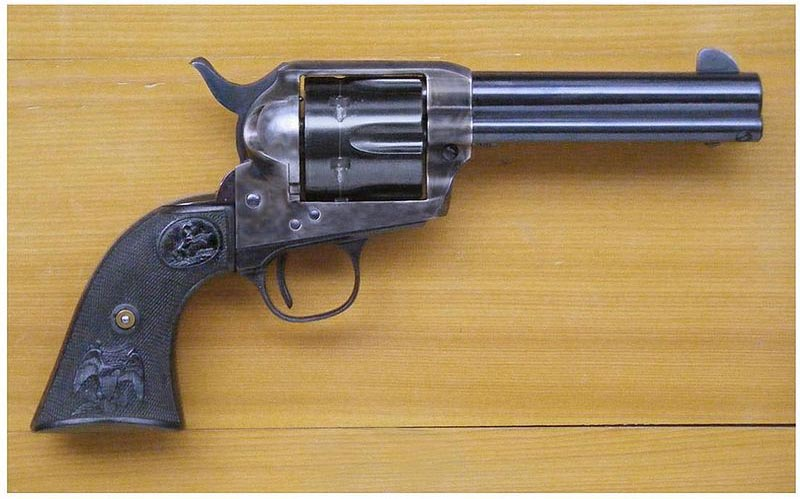
II generacja SAA – z około 1965 roku.
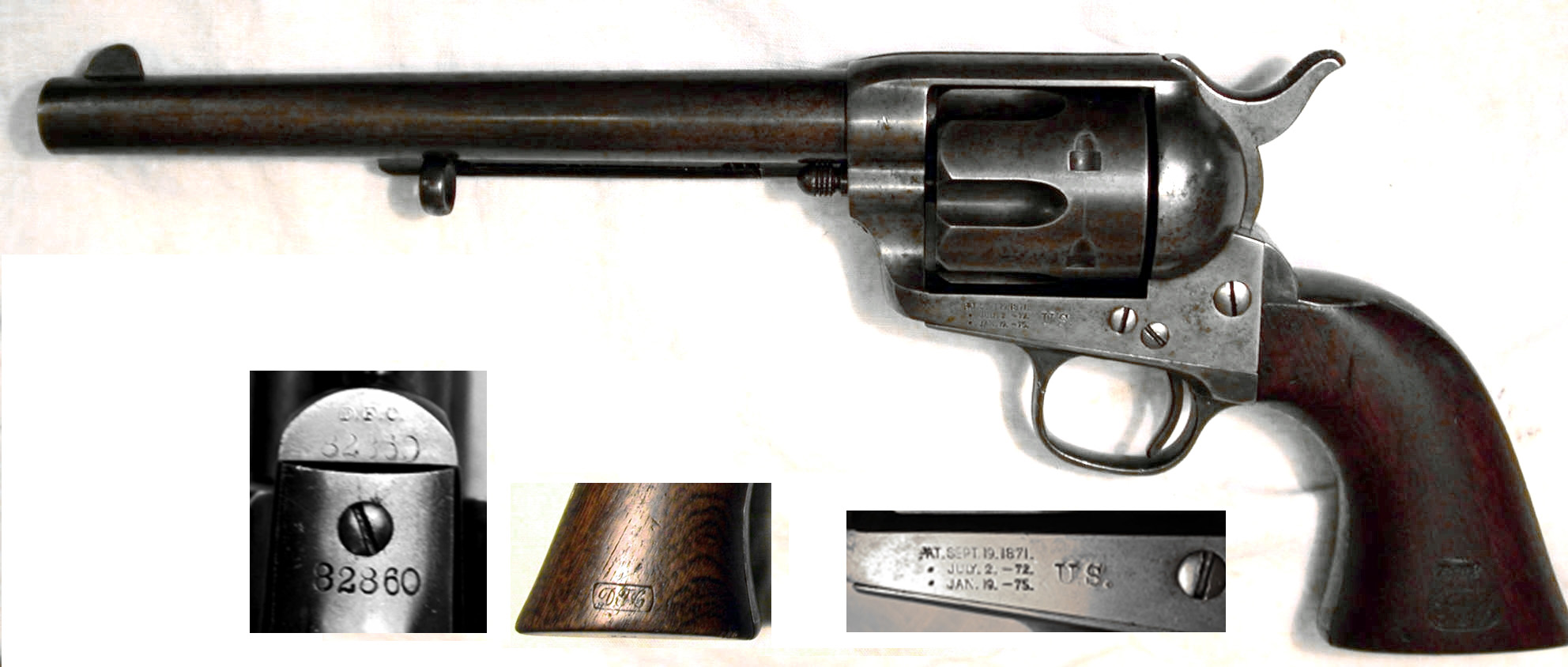
Colt SAA - model Cavalry.
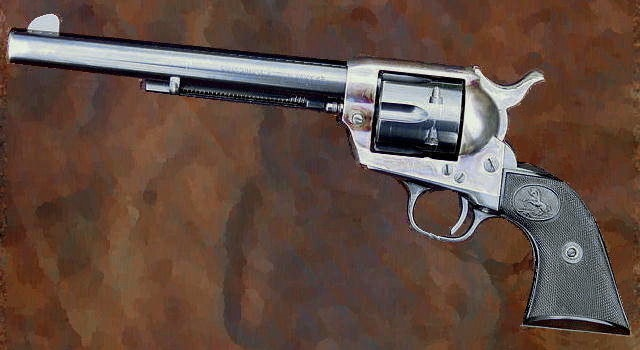
Model Cavalry drugiej generacji.
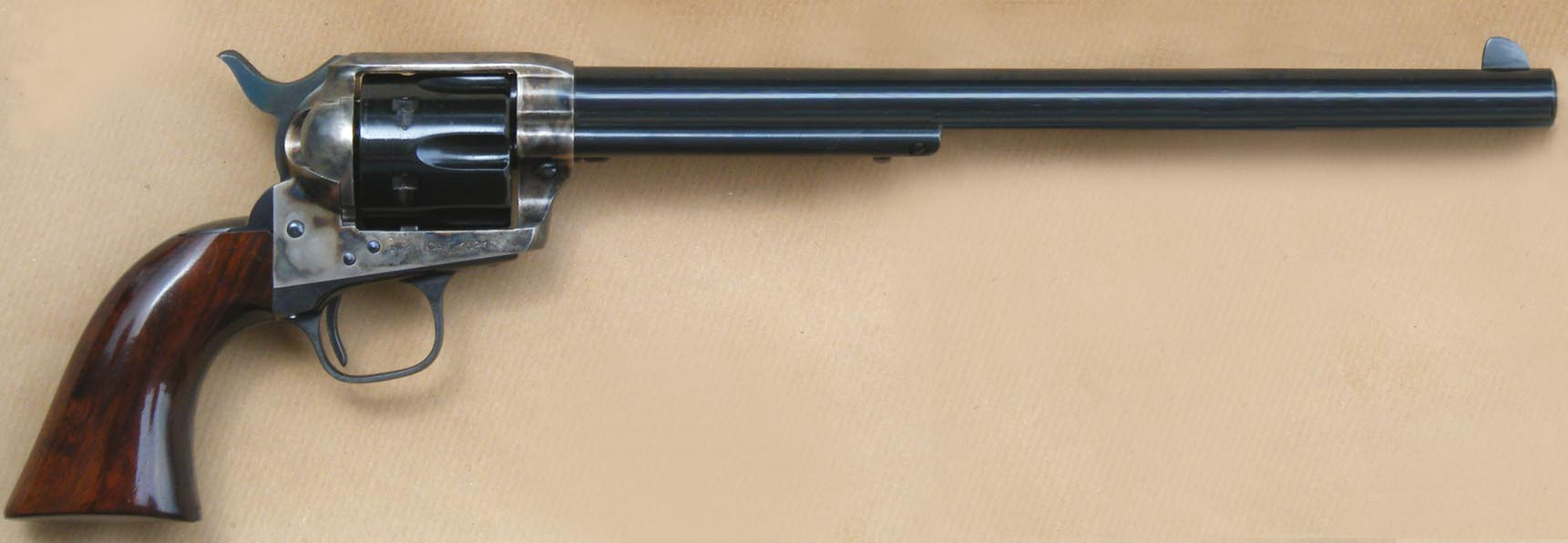
Colt Buntline Special Wyatta Earpa – specjalnie wydłużona lufa (30 cm).
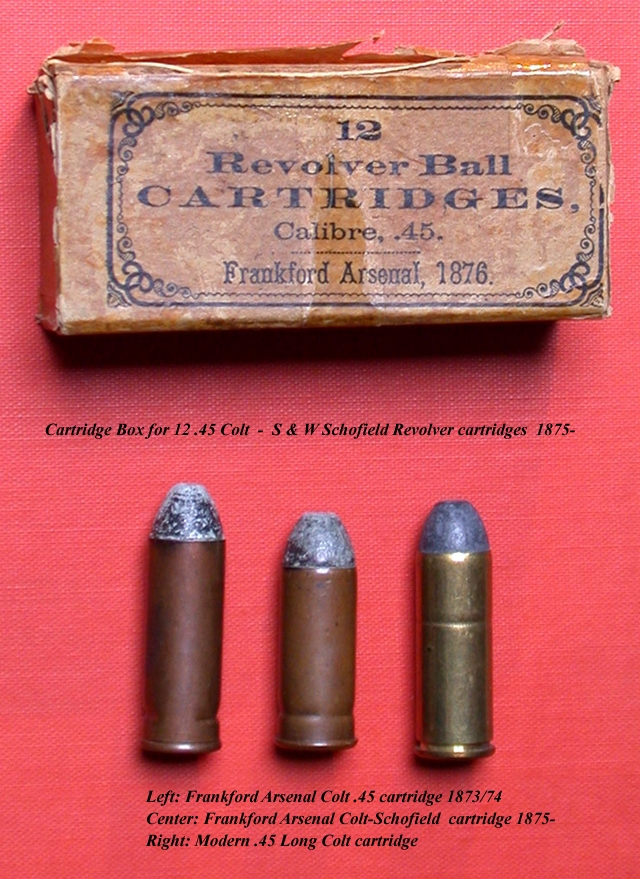
Naboje do Peacemakera (.45).
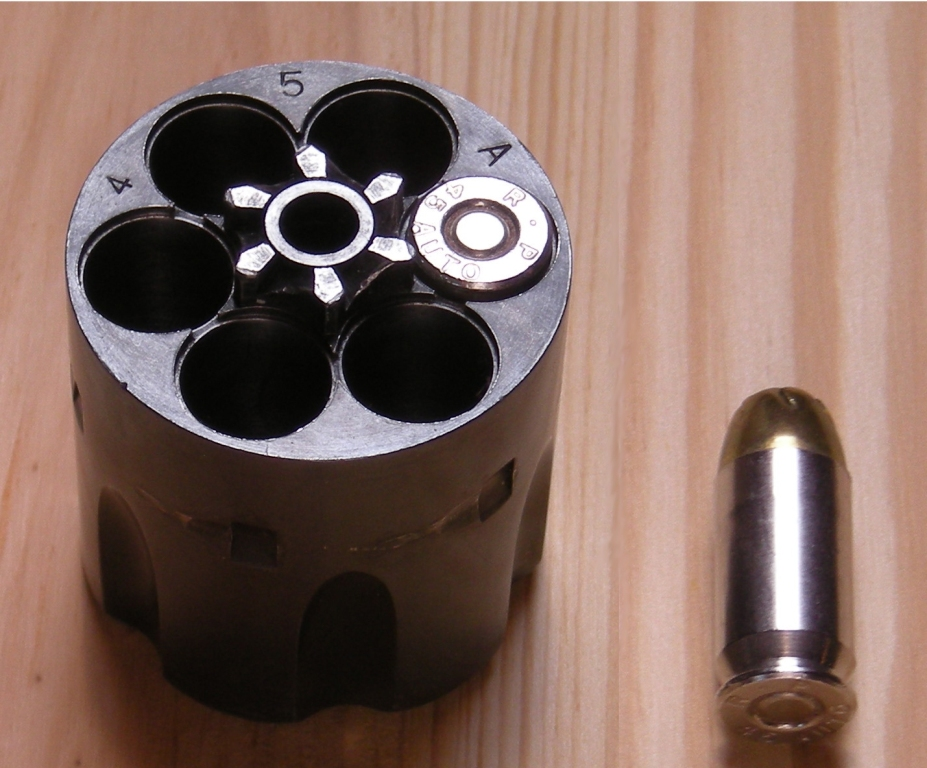
Bęben SAA z amunicją .45.
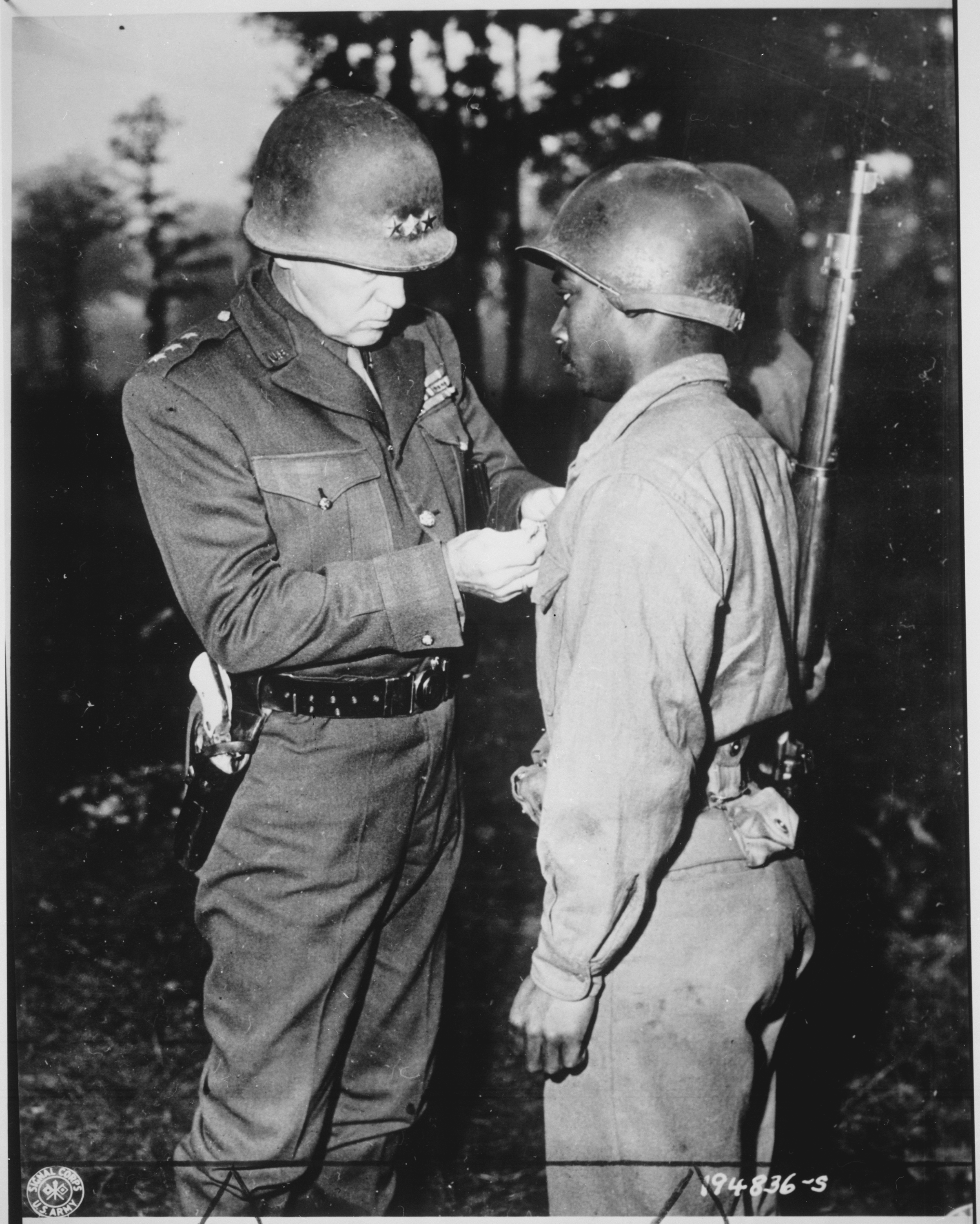
Gen. Patton ze swoim Coltem SAA o rękojeści z kości słoniowej.